# Schizomus
Genre
Synonymes
- Nyctalops O. Pickard-Cambridge, 1872 nec Wagler 1832
- Schizonotus Thorell, 1888 nec Ratzeburg 1852

Schizomus est un genre de schizomides de la famille des Hubbardiidae.

## Distribution
Les espèces de ce genre se rencontrent en Afrique, en Asie et au Mexique.

## Liste des espèces
Selon Schizomids of the World (version 1.0) :
- Schizomus africanus (Hansen, 1905)
- Schizomus arganoi Brignoli, 1973
- Schizomus brevicaudus (Hansen, 1921)
- Schizomus cambridgei (Thorell, 1889)
- Schizomus crassicaudatus (O. Pickard-Cambridge, 1872)
- Schizomus formicoides Fernando, 1957
- Schizomus ghesquierei (Giltay, 1935)
- Schizomus greeni Gravely, 1912
- Schizomus hanseni Mello-Leitão, 1931
- Schizomus kharagpurensis Gravely, 1912
- Schizomus mediocriter Lawrence, 1969
- Schizomus modestus (Hansen, 1905)
- Schizomus montanus Hansen, 1910
- Schizomus nidicola Lawrence, 1969
- Schizomus parvus (Hansen, 1921)
- Schizomus pauliani Lawrence, 1969
- Schizomus perplexus Gravely, 1915
- Schizomus peteloti (Remy, 1946)
- Schizomus procerus (Hansen, 1905)
- Schizomus schoutedeni (Roewer, 1954)
- Schizomus tenuipes Lawrence, 1969
- Schizomus vinsoni Lawrence, 1969
- Schizomus virescens Lawrence, 1969
- Schizomus vittatus Gravely, 1911
- Schizomus arunachalicus Bastawade 2006

Schizomus chaibassicus a été transférée dans le genre Burmezomus et Schizomus chalakudicus dans le genre Gravelyzomus par Kulkarni en 2012.

## Publication originale
- Cook, 1899 : Hubbardia, a new genus of Pedipalpi. Proceedings of the Entomological Society of Washington, vol. 4, p. 249-261 (texte intégral).